# Провулок Боткіна (Київ)
Прову́лок Бо́ткіна — зниклий провулок, що існував у Жовтневому районі (нині — територія Солом'янського району) міста Києва, місцевість Шулявка. Пролягав від Борщагівської вулиці до залізниці.

## Історія
Провулок виник у середині XX століття під назвою Нова вулиця. Назву провулок Боткіна набув 1955 року, на честь російського лікаря-терапевта Сергія Боткіна. Ліквідований 1977 року в зв'язку зі знесенням старої забудови та розширенням Борщагівської вулиці під час підготовки до прокладання швидкісного трамвая.